# Akodon cursor
Akodon cursor је врста глодара из породице хрчкова (лат. Cricetidae). 

## Распрострањење
Присутна је у следећим државама: Бразил и Аргентина.

## Станиште
Станишта врсте су шуме и травна вегетација. 

## Угроженост
Ова врста је наведена као последња брига, јер има широко распрострањење и честа је врста.